# Talamanca de Jarama
Talamanca de Jarama är en kommun i Spanien. Den ligger i den autonoma regionen Madrid, i den centrala delen av landet, 40 km norr om huvudstaden Madrid. Antalet invånare är 4 533 (2024). Arean är 39,36 kvadratkilometer.